# Rumex sanguineus
Espèce
Rumex sanguineus, l'Oseille sanguine, Patience des bois ou Patience sanguine, est une espèce de plantes à fleurs herbacées vivaces de la famille des Polygonaceae. Originaire d'Europe et d'Asie mineure, ses feuilles au goût acidulé sont consommées crues ou cuites. Cette plante potagère s'est naturalisée en dehors de son aire de répartition naturelle, notamment en Amérique du Nord.

## Noms communs
Ce taxon porte en français de nombreux noms vernaculaires ou normalisés : Oseille sanguine,,, Patience des bois,,,, Patience sanguine,,, (nom recommandés ou typiques), mais aussi Rumex sanguin,,, Sang-de-dragon, Rumex sang-dragon, Sang-dragon,, Patience sang-de-dragon,, Patience des bois verte, Oseille des bois verte, Oseille des bois (ce dernier nom se rapporte plus souvent à l'espèce Oxalis acetosella).

## Description

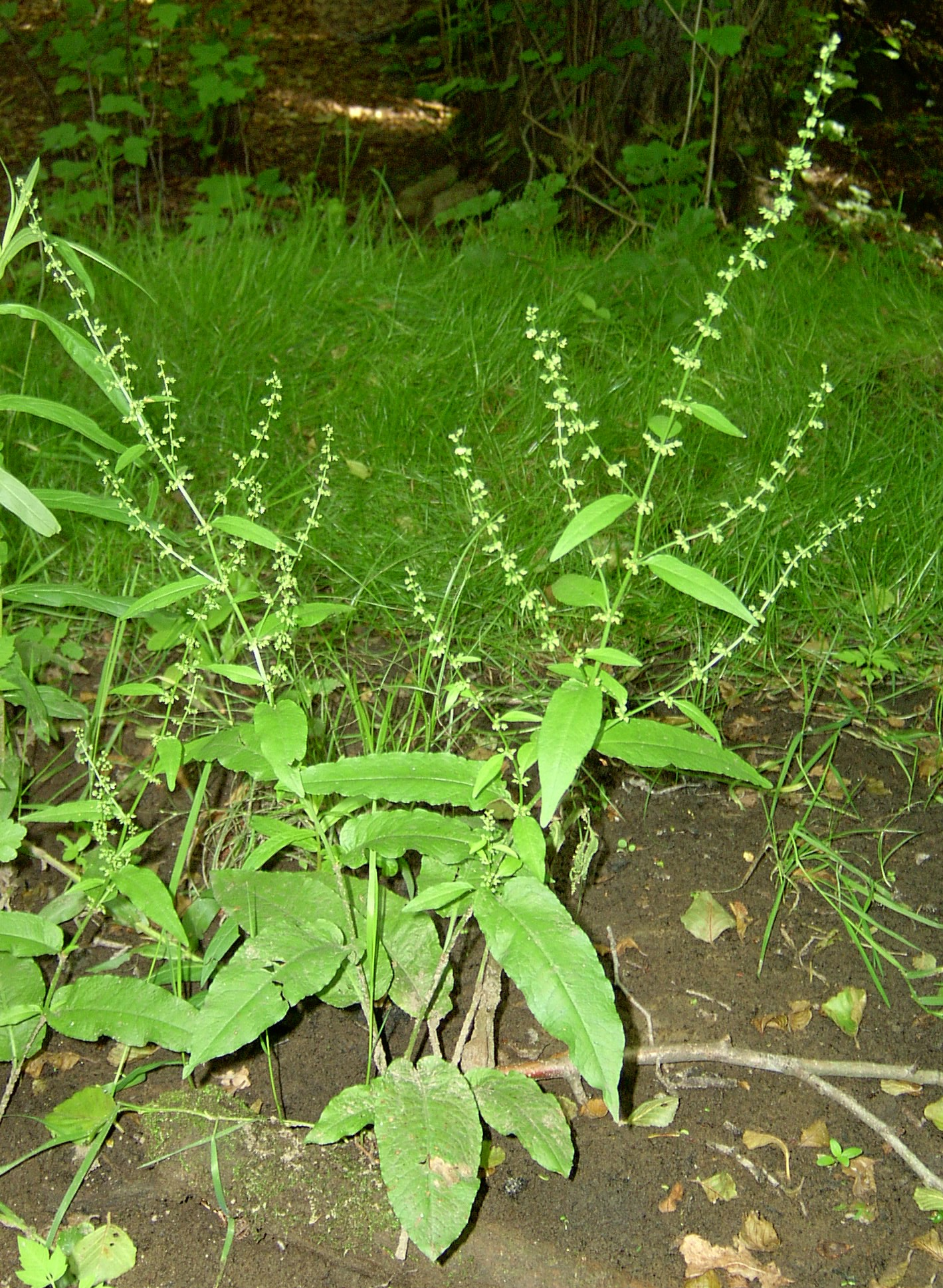
Plante entière.

### Appareil végétatif

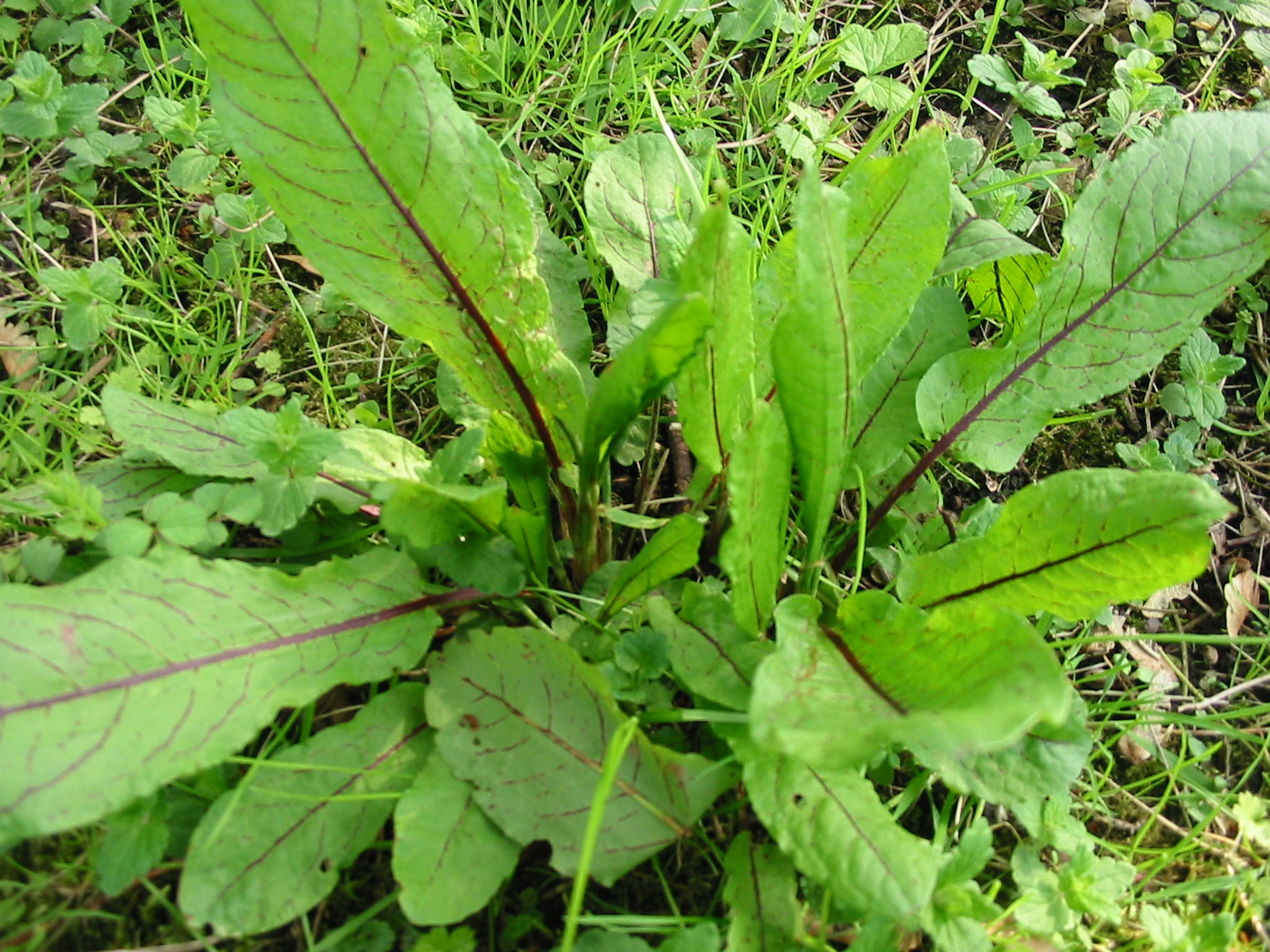
Feuilles.

C'est une plante vivace haute de 50 cm à 1 m, de couleur verte ou rougeâtre, à racine épaisse et blanchâtre en dedans, à tige dressée, à rameaux grêles, dressés ou ascendants. Les feuilles inférieures sont longuement pétiolées, oblongues-lancéolées, arrondies ou en cœur à la base, ondulées-crénelées, obtuses ou aiguës.

### Appareil reproducteur

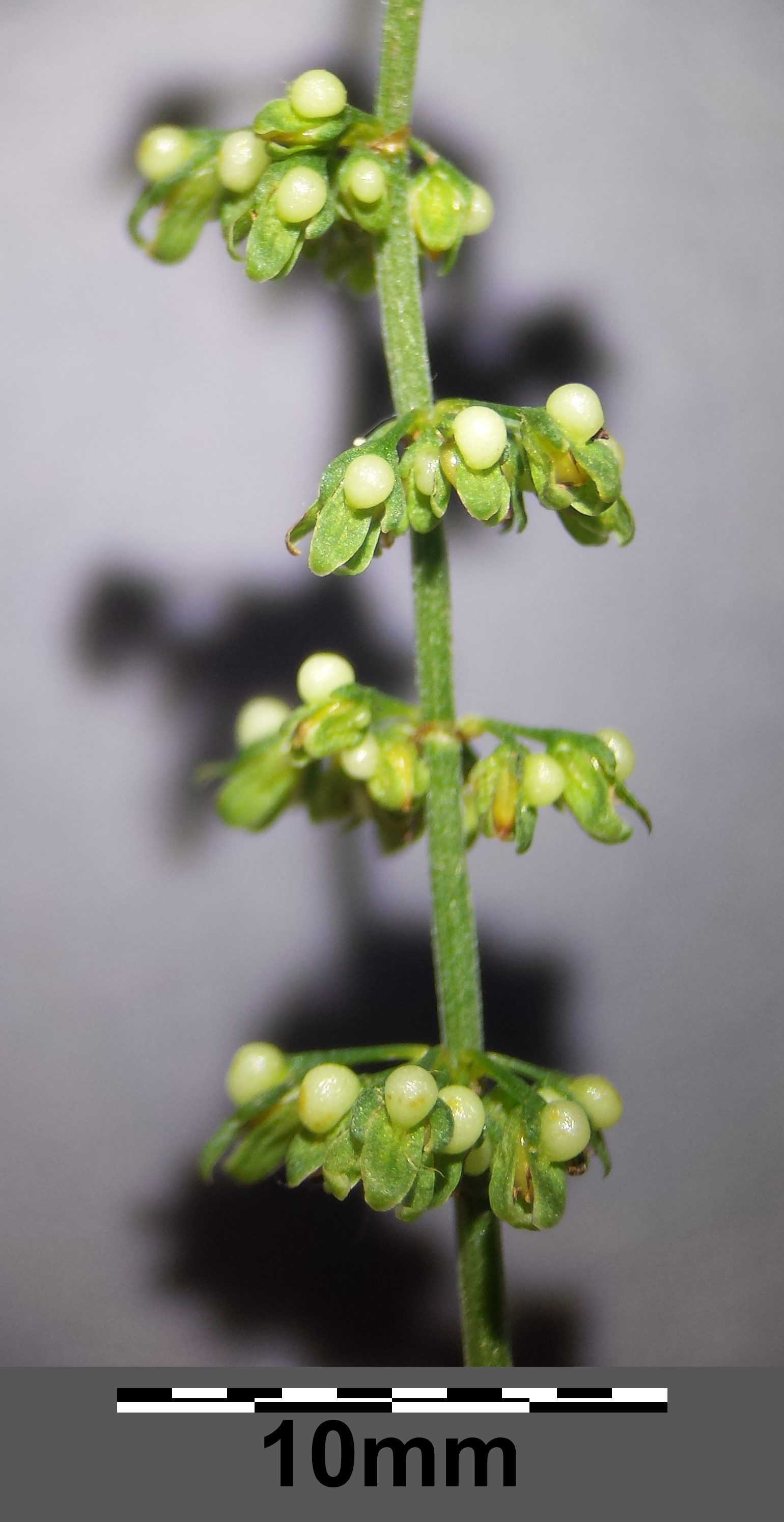
Verticilles de fleurs de l'inflorescence.

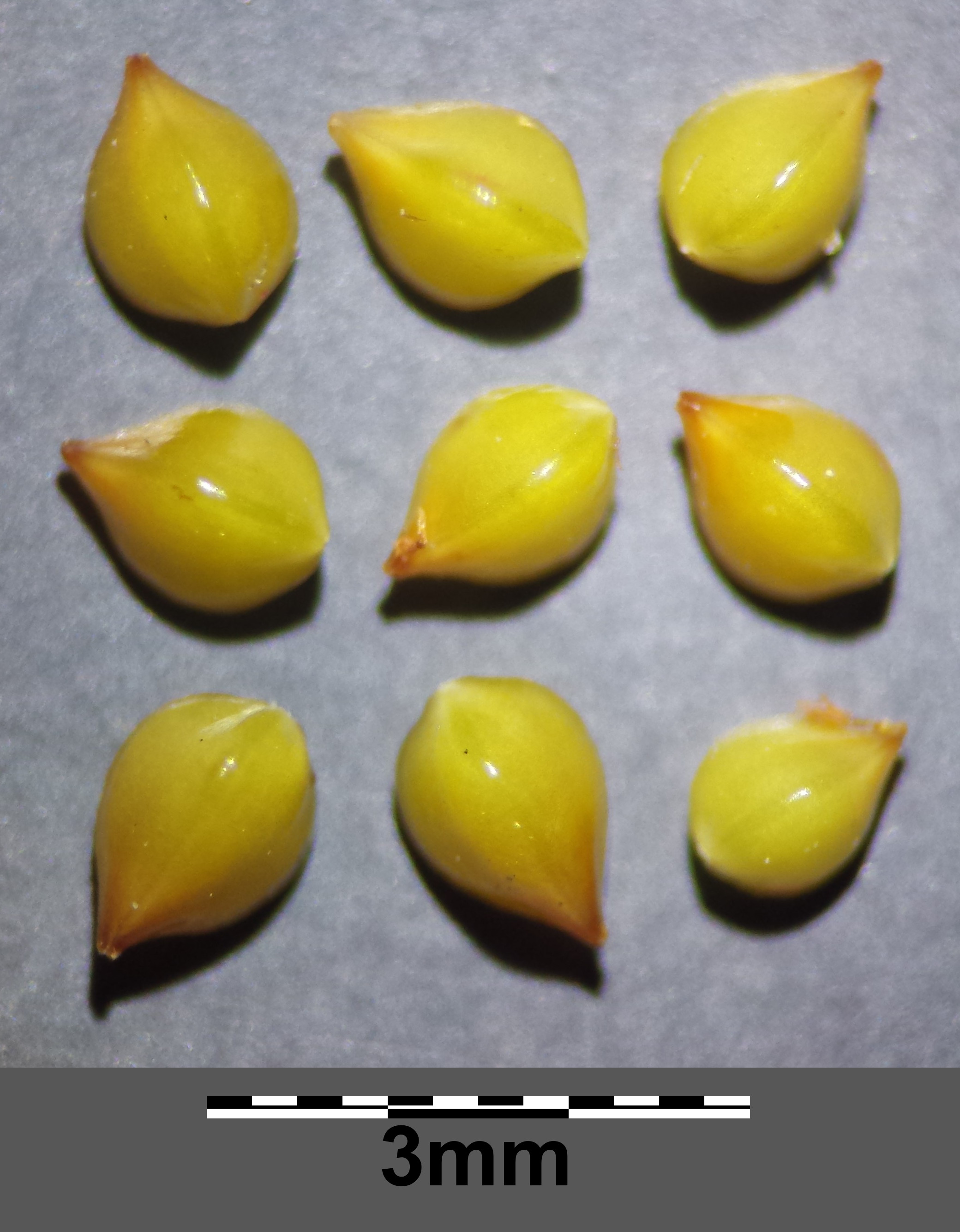
Achènes.

Les inflorescences sont terminales, occupant les deux tiers distaux de la tige, laxes, interrompues, largement paniculées, à branches simples ou presque ; le panicule est sans feuilles ou seulement près de la base. Les pédicelles sont articulés au 1/3 proximal ou rarement près du milieu, filiformes, longs de (2-)4-6(-8) mm, normalement nettement plus longs que les tépales internes, à l'articulation nettement renflée. Les fleurs sont groupées par 10 à 20 en verticilles laxes et distants ; les tépales internes sont oblongs-lancéolés, oblongs ou lingulés, longs de 2–3 mm et larges de 0,8-1,3(-1,8) mm, environ deux fois plus longs que larges, à base cunéiforme ou subtroncée, à marges entières, l'apex obtus ; il y a un tubercule (occasionnellement trois, avec un beaucoup plus grand, presque aussi large que les tépales internes). Les fruits sont des achènes généralement brun rougeâtre foncé à presque noirs, longs de 1,25-1,5(-1,8) mm et large de 1–1,3 mm. C'est une espèce diploïde (2n = 20). Elle fleurit l'été.

### Confusions possibles
La plupart des signalements dans les états américains de Californie, Washington, du New Brunswick, Nova Scotia, de l'Ontario et au Québec sont basés sur des spécimens mal identifiés de Rumex conglomeratus ou de Rumex obtusifolius immatures. 

## Répartition
L'espèce est largement répartie en Europe ainsi qu'en Asie mineure, de l'Irlande à l'Iran et de l'Espagne à la Norvège. Elle s'est naturalisée en Amérique du Nord, au Chili et au Japon.

## Systématique
Le nom correct complet (avec auteur) de ce taxon est Rumex sanguineus L., publié en 1753 par le naturaliste suédois Carl von Linné, dans son ouvrage fondateur Species Plantarum.

### Variétés

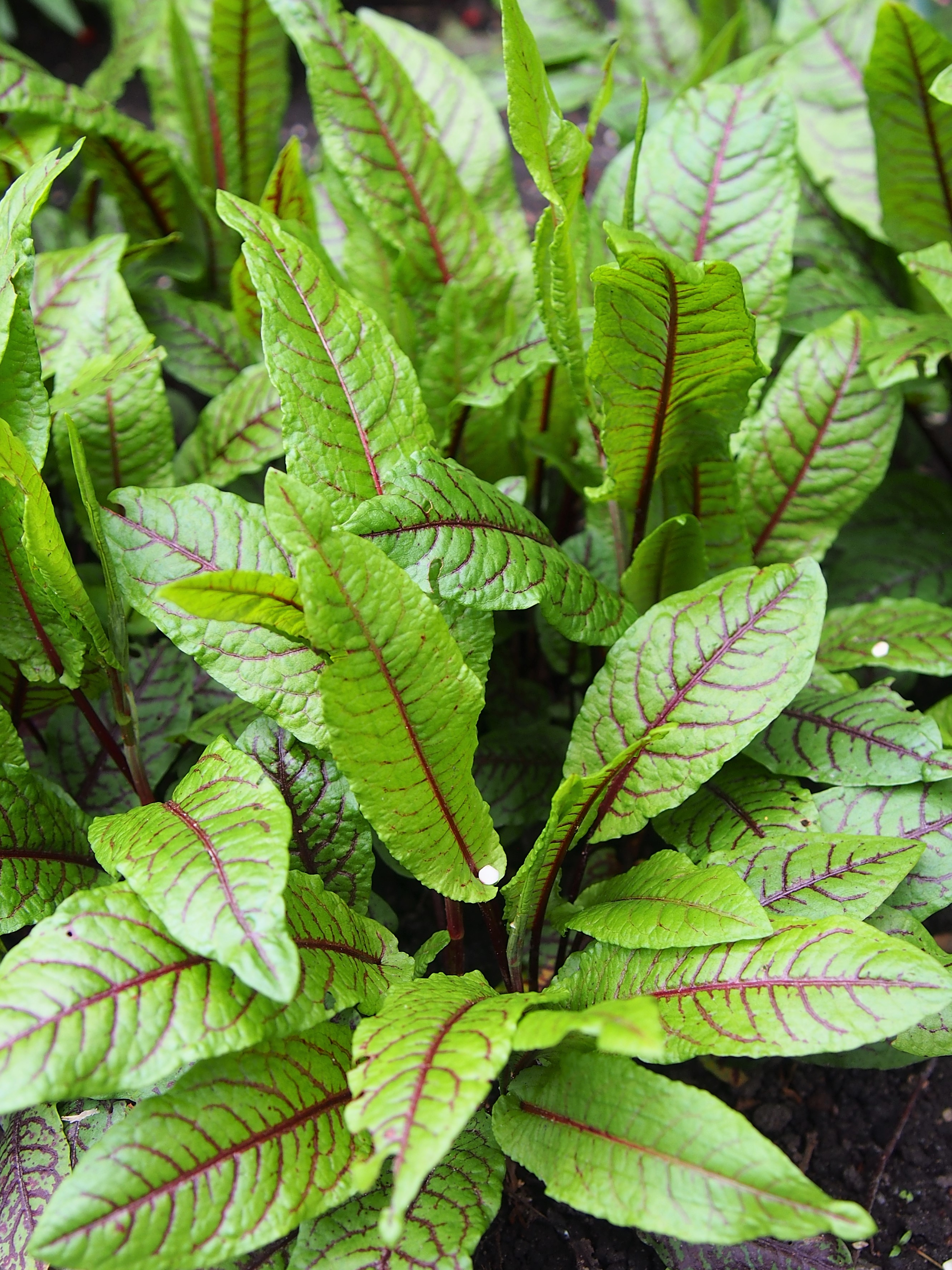
Plants cultivés.

Selon GBIF (5 juin 2024) et la Flora of North America :
- Rumex sanguineus var. sanguineus
- Rumex sanguineus var. viridis (Sibth.) Koch

La variété sanguineus est peu commune, cultivée et parfois échappée, présentant des feuilles dont la nervation est rouge vif ou pourpre. Elle est probablement issue d'un mutant de la variété viridis, commune et sauvage.

### Synonymie
Rumex sanguineus a pour synonymes :
(homotypiques)
- Acetosa sanguinea (L.) M.Gómez in Anales Inst. Segunda Enseñ. 2: 277 (1896)
- Lapathum sanguineum (L.) Moench in Methodus: 354 (1794)
- Rumex nemolapathum var. sanguineus (L.) Wallr. in Sched. Crit.: 159 (1822), nom. superfl.
- Rumex nemorosus var. sanguineus (L.) Klett & Richt. in Fl. Leipzig: 328 (1830), nom. superfl.
- Rumex nemorosus subsp. sanguineus (L.) Bonnier & Layens in Tabl. Syn. Pl. Vasc. France: 272 (1894)
- Rumex sanguineus subsp. pictus Gaudin in Fl. Helv. 2: 579 (1828), nom. inval.

(hétérotypiques)
- Lapathon sylvaticum Raf. in New Fl. 4: 51 (1838)
- Lapathum nemorosum Fourr. in Ann. Soc. Linn. Lyon, n.s., 17: 145 (1869)
- Lapathum sanguineum Garsault in Fig. Pl. Méd.: t. 323 (1764), opus utique rej.
- Lapathum viride Gray in Nat. Arr. Brit. Pl. 2: 274 (1821 publ. 1822)
- Rumex acutus Curtis in Fl. Londin. 6: t. 21 (1791), nom. illeg.
- Rumex auratus Sm. in A.Rees, Cycl. 30: n.° 30 (1815)
- Rumex aureus Hoepfn. in Mag. Naturk. Helv. 4: 35 (1789), nom. illeg.
- Rumex condylodes M.Bieb. in Fl. Taur.-Caucas. 1: 288 (1808)
- Rumex condylodes f. sanguinalis Moss in Cambr. Brit. Fl. 2: 146 (1914)
- Rumex glomeratus Ten. in Fl. Napol. 5: vi (1836), nom. illeg.
- Rumex integer Gand. in Fl. Lyon.: 192 (1875)
- Rumex microdon Gand. in Fl. Lyon.: 192 (1875)
- Rumex muricatus Dumort. in Bull. Soc. Roy. Bot. Belgique 4: 340 (1865), nom. illeg.
- Rumex nemolapathum Wallr. in Sched. Crit.: 158 (1822), nom. illeg.
- Rumex oravicensis Wierzb. ex Nyman in Consp. Fl. Eur.: 634 (1881), nom. inval.
- Rumex sanguineus var. exsanguis Lej. in Rev. Fl. Spa: 73 (1825)
- Rumex sanguineus var. sanguinalis (Moss) P.D.Sell in Fl. Gr. Brit. Ireland 1: 687 (2018)
- Rumex sanguineus var. viridis Sibth. in Fl. Oxon.: 118 (1794)
- Rumex sanguineus subsp. viridis (Sibth.) Arcang. in Comp. Fl. Ital.: 585 (1882)
- Rumex sanguineus subsp. viridis Gaudin in Fl. Helv. 2: 580 (1828), nom. illeg.
- Rumex verticillatus Ucria in Hort. Panhorm.: 164 (1789), nom. illeg.
- Rumex viridis Sibth. ex Steud. in Nomencl. Bot. 1: 710 (1821), pro syn.
- Vibones auratus (Sm.) Raf. in Fl. Tellur. 3: 45 (1837)

## Utilisations

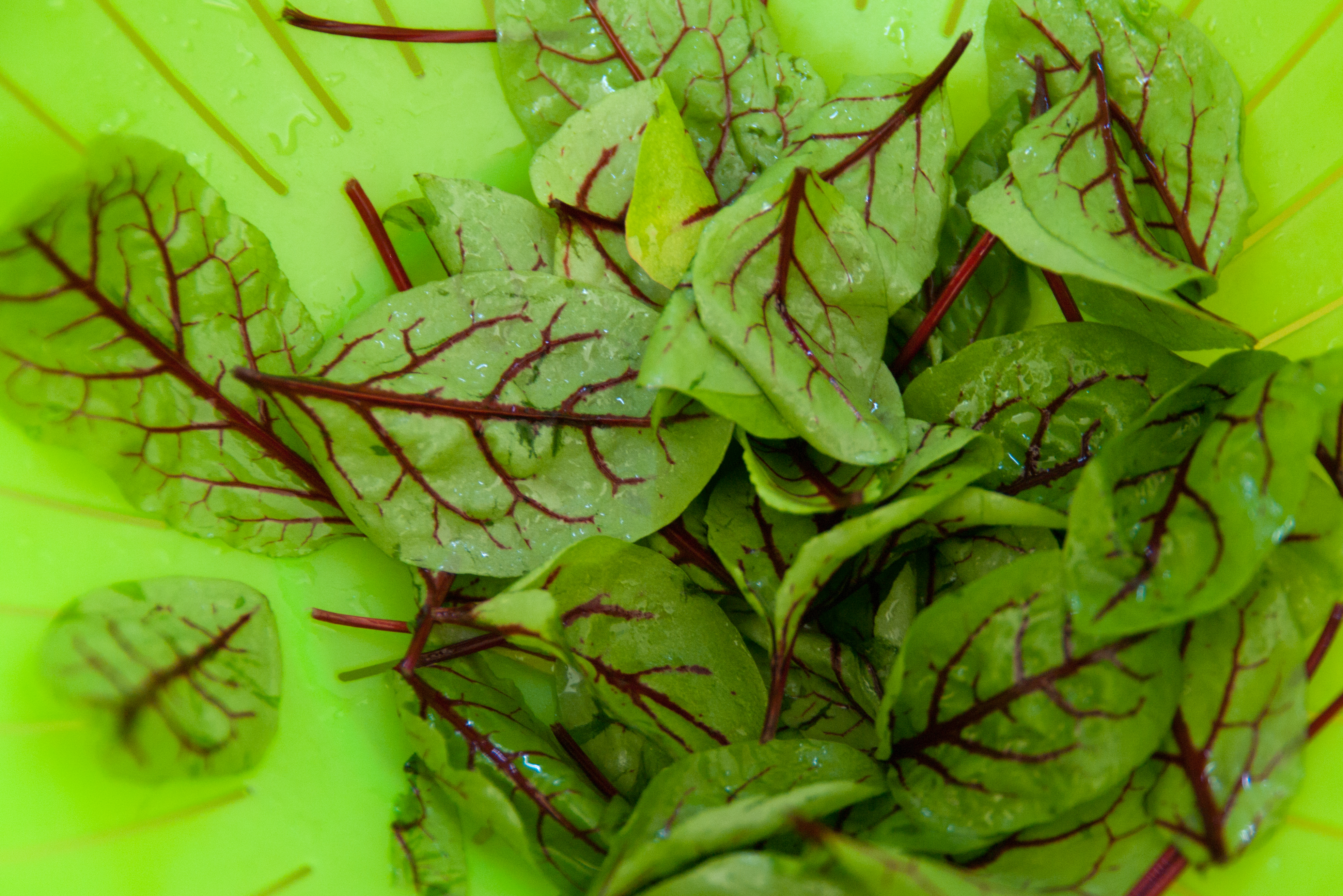
Récolte de feuilles d'Oseille sanguine.

Ses feuilles sont comestibles, à saveur acidulée. Elle peut être cultivée au potager. Sa couleur rouge en fait également une plante ornementale.